# Андромеда (мифология)

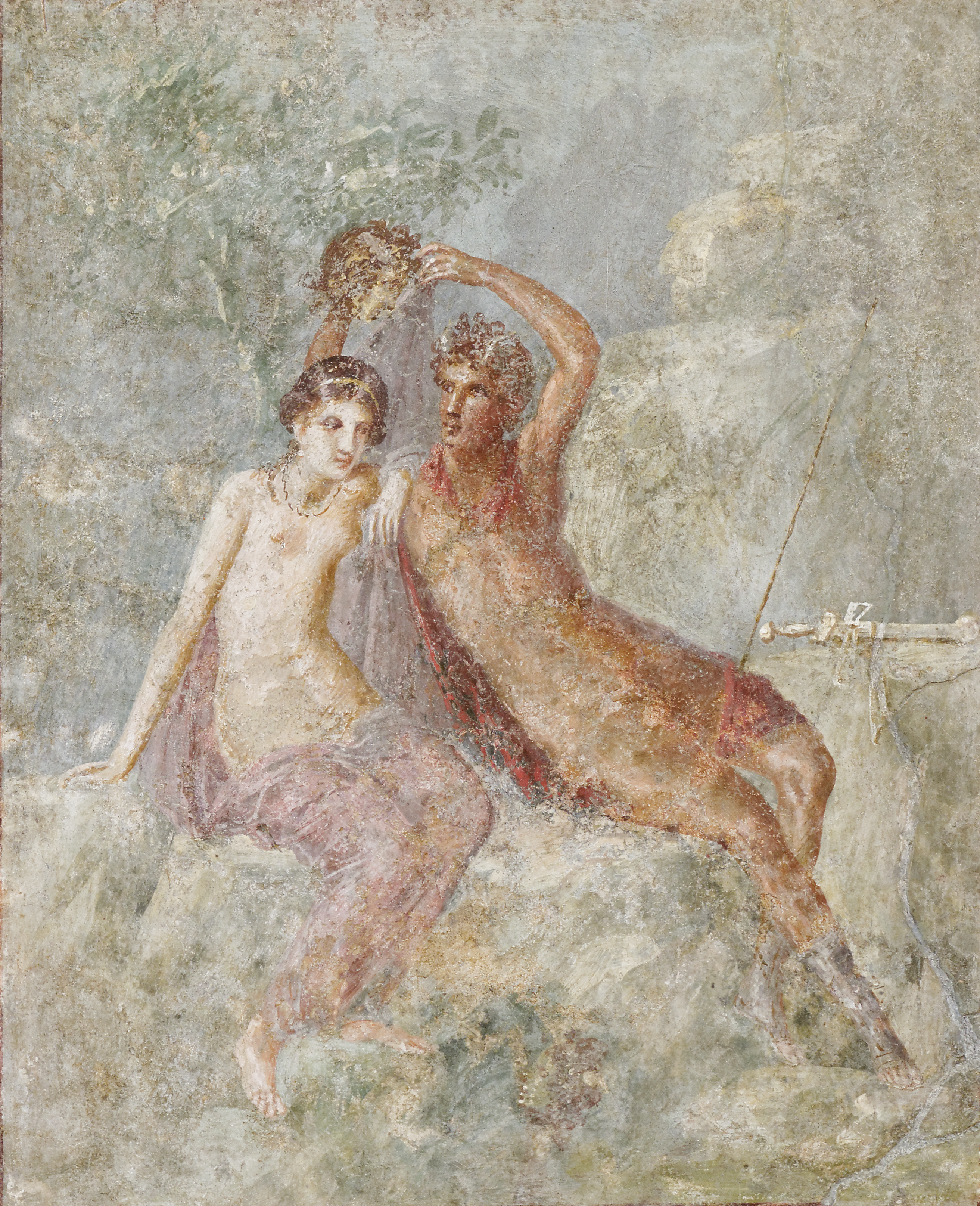
Персей и Андромеда, фреска из Помпей, I век н. э.

Андроме́да (др.-греч. Ἀνδρομέδη) — в греческой мифологии дочь эфиопского царя Кефея и Кассиопеи.

## Миф
Когда Кассиопея однажды похвалилась, что её дочь Андромеда превосходит красотой нереид, разгневанные богини обратились к Посейдону с мольбой о мщении, и он послал морское чудовище, которое грозило гибелью подданным Кефея. Оракул Аммона объявил, что гнев божества укротится только тогда, когда Кефей принесёт Андромеду в жертву чудовищу, и жители страны принудили царя решиться на эту жертву. Прикованная к утёсу, Андромеда была предоставлена на произвол чудовища.
Персей, поражённый её красотой, увидел её в этом положении и вызвался убить чудовище, если она согласится выйти за него замуж. Отец с радостью дал на это согласие, и Персей благополучно совершил свой опасный подвиг, показав лик Горгоны Медузы чудовищу, тем самым превратив его в камень. По другой версии, чудовище было убито мечом Гермеса — тем же самым, которым Персей убил Горгону Медузу.
Некоторые авторы помещают её приключения в Иоппу (то есть Яффу, на побережье Средиземного моря).
По версии Еврипида, ни отец, ни мать не смогли заставить её покинуть отечество и последовать за Персеем. Согласно большинству авторов, она стала царицей Микен и родила Персею нескольких детей.

## Андромеда в искусстве

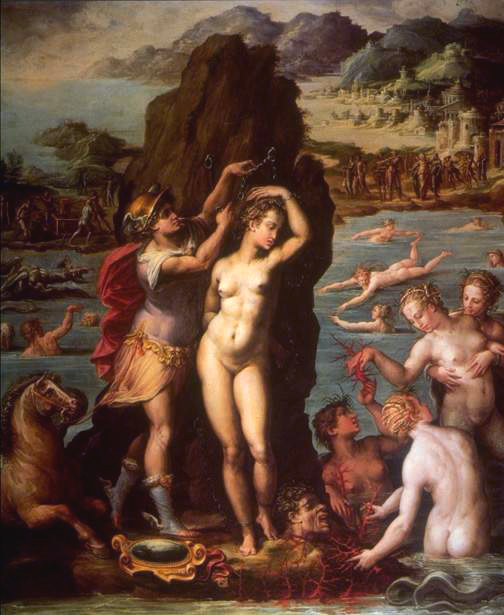
Джорджо Вазари, Персей и Андромеда, 1570, Флоренция

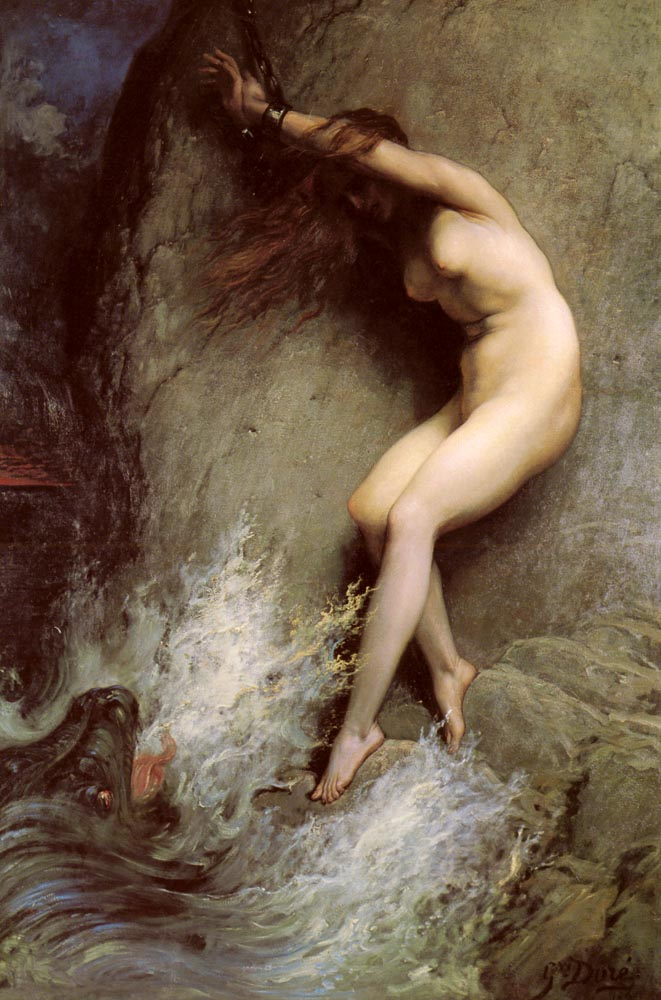
Гюстав Доре, Андромеда прикованная к скале

Андромеда — действующее лицо пьесы Софокла «Андромеда» (фр. 126—129 Радт), трагедий Еврипида, Фриниха Младшего, Ликофрона, Ливия Андроника, Энния и Акция «Андромеда», а также комедии Антифана «Андромеда».
Есть немало изображений подвига Персея на античных вазах, в стенной живописи и барельефах. К образу Андромеды не раз обращались и художники Нового времени от Пьеро ди Козимо, Тициана и Рубенса до Шассерио и Доре.
То же сказание послужило сюжетом для драмы Корнеля «Андромеда» (1650) и оперы Люлли «Персей» (1682).
Ариосто использовал сюжет о Персее и Андромеде в своей поэме «Неистовый Роланд»: один из её эпизодов (Руджеро, освобождающий Анжелику) полностью дублирует эпизод Персея и Андромеды. На сюжет Ариосто, в свою очередь, написана одна из самых знаменитых картин Энгра.
Миф лег в основу советского мультфильма «Персей» (где Андромеда изображена темнокожей эфиопкой), фильмов «Битва титанов» (1981 и 2010 годов соответственно).

## Прочее
- Афина дала Андромеде место между звёздами в одноимённом созвездии[8].
- В честь Андромеды назван род растений семейства вересковых с колокольчатыми цветками (Andromeda; русское название — подбел).